# Ed Gein
Edward Theodore Gein, mais conhecido como Ed Gein (La Crosse, Wisconsin, 27 de agosto de 1906 — Madison, Wisconsin, 26 de julho de 1984), foi um assassino e ladrão de cadáveres humanos americano, posteriormente condenado pelo homicídio de duas pessoas e suspeito no desaparecimento de outras cinco. Seus crimes cometidos em torno da sua cidade natal de Plainfield, Wisconsin, ganharam muita notoriedade após autoridades descobrirem que Gein exumou corpos de suas lápides e fabricou troféus e lembranças a partir dos ossos e pele. Gein confessou ter matado duas mulheres: a dona de uma taverna, Mary Hogan, em 1954, e a proprietária de uma loja de ferragens em Plainfield, Bernice Worden, em 1957. Edward foi inicialmente considerado inapto para ser julgado e confinado a um centro de saúde mental. Em 1968, foi considerado culpado, mas legalmente insano no assassinato de Worden, sendo enviado para uma instituição psiquiátrica. Em 26 de julho de 1984, Edward morreu aos 77 anos no Mendota Mental Health Institute por uma falha no fígado induzida por câncer e falha respiratória. Ele está enterrado próximo à família no Cemitério de Plainfield, em um túmulo não marcado. O filme, Ed Gein: The Butcher of Plainfield (2007), de Michael Feifer, dramatiza a história de sua vida.

## Biografia
Edward Gein nasceu em Las Crosse County, Wisconsin, em 27 de agosto de 1906, foi o segundo filho de George Phillip Gein (1873-1940) e Augusta Wihelmine Gein, nascida Lehrke (1878-1945). Edward tinha um irmão mais velho, Henry George Gein (1901-1944). Augusta desprezava o marido, que era um alcóolatra incapaz de manter um emprego; em várias épocas ele trabalhou como carpinteiro, curtidor e vendedor de seguros. George foi dono de uma mercearia por alguns anos, mas vendeu o negócio e deixou a cidade e a família para viver em isolamento em uma fazenda na cidade de Plainfield, em Waushara County, Winsconsin, que se tornou a residência permanente da família Gein.

### Infância
Augusta se aproveitou do isolamento da família se afastando de estranhos que poderiam influenciar seus filhos. Edward deixava a fazenda apenas para ir à escola, fora de lá, passava a maior parte do tempo fazendo tarefas na fazenda. Augusta era fervorosamente religiosa e nominalmente luterana. Ela pregava para os filhos sobre a imoralidade natural do mundo, o mal de beber e ela acreditava que todas as mulheres (exceto ela) eram naturalmente prostitutas e instrumentos do diabo, reservava tempo em todas as tardes para ler a Bíblia para os meninos, normalmente selecionando versos do Velho Testamento sobre morte, assassinato e retribuição divina.
Edward era tímido e seus colegas de classe e professores lembravam dele como tendo comportamento estranho, como rir aleatoriamente, aparentemente rindo de suas próprias piadas. Para piorar a situação, sua mãe o punia sempre que ele tentava fazer amigos. Apesar do seu desenvolvimento social pobre, ele ia razoavelmente bem na escola, particularmente na leitura.

### Morte dos pais
Em 1 de abril de 1940, o pai de Edward morreu aos 66 anos por falha cardíaca causada por seu alcoolismo. Henry e Edward começaram a fazer bicos na cidade para ajudar a cobrir os custos de vida. Os irmãos eram geralmente considerados confiáveis e honestos pelos residentes da comunidade. Enquanto ambos trabalhavam como faz-tudo, Ed também aceitava ofertas de babá para seus vizinhos. Ele gostava de cuidar das crianças, parecendo se relacionar mais facilmente com elas do que com os adultos. Henry começou a namorar uma mãe divorciada de dois filhos e planejou se mudar para viver com ela; Henry se preocupava com a ligação do irmão com a mãe e frequentemente falava mal dela para Ed, que respondia com choque e dor.
Em 16 de maio de 1944, Henry e Ed estavam queimando a vegetação pantanosa na propriedade, quando o fogo saiu de controle e chamou a atenção dos bombeiros locais. No fim do dia, o fogo tinha sido extinto e os bombeiros foram embora, Ed relatou o desaparecimento do seu irmão. Com lanternas, uma equipe de buscas procurou por Henry, cujo corpo foi encontrado deitado de bruços. Aparentemente, estava morto há algum tempo e a causa da morte aparentava ser falha cardíaca, já que ele não foi queimado ou lesionado. Foi relatado posteriormente, em uma biografia de Gein, que Henry tinha contusões em sua cabeça; a polícia desmentiu a possibilidade de crime e o legista do condado oficialmente listou asfixia como causa da morte. As autoridades aceitaram a teoria do acidente, mas nenhuma investigação oficial foi conduzida e uma autópsia não foi realizada. Alguns suspeitavam que Ed Gein tinha matado o irmão, questionando Gein sobre a morte de Bernice Worden em 1957, o investigador estatal Joe Wilimovsky fez perguntas sobre a morte de Henry; George W. Arndt, que estudou o caso, escreveu que, em retrospectiva, era "possível e provável" que a morte de Henry fosse o aspecto de "Caim e Abel" deste caso.
Gein e sua mãe agora estavam sozinhos; Augusta teve um acidente vascular cerebral paralisante logo após a morte de Henry e Gein se devotou a cuidar dela. Gein relatou posteriormente que, em algum momento de 1945, ele e a mãe visitaram um homem chamado Smith, que vivia próximo, para comprar palha. De acordo com Gein, Augusta testemunhou Smith batendo em um cachorro. Uma mulher saiu da casa de Smith e gritou para ele parar, mas Smith bateu no cachorro até o animal morrer. Augusta ficou extremamente chateada pela cena; no entanto, o que a incomodou não parecia ser a brutalidade com o cão, mas a presença da mulher. Augusta disse a Ed que a mulher não era casada com Smith, portanto não tinha nenhum motivo para estar lá. "Prostituta do Smith", Augusta gritou furiosamente sobre ela. Ela teve um segundo acidente vascular cerebral logo depois e a sua saúde se deteriorou rapidamente. Quando ela morreu em 29 de dezembro de 1945, aos 67 anos, Ed ficou devastado com a sua morte; nas palavras do autor Harold Schechter, ele "perdeu a sua única amiga e verdadeiro amor. E ele estava absolutamente sozinho no mundo".
Gein trabalhou na fazenda e ganhava dinheiro com alguns bicos. Deixou de usar os espaços da casa usados pela sua mãe, incluindo as escadas e a sala de estar, deixando-os intocados; enquanto o resto da casa ficava cada vez mais miserável, os quartos permaneciam em sua condição original. Gein viveu em um quarto próximo da cozinha. Nesse tempo, ele se interessou em ler revistas de culto à morte e histórias de aventura, particularmente aquelas envolvendo canibais ou atrocidades nazistas. Começou a interessar-se por livros de aventuras e revistas de cultos à morte e a fazer visitas noturnas ao cemitério local.

## Crimes e prisão
Na manhã de 16 de novembro de 1957, a dona do armazém de construção de Plainfield, Bernice Worden, desapareceu. Um residente de Plainfield relatou que o caminhão da loja havia sido retirado da parte traseira do edifício por volta das 9h30 da manhã, a loja ficou fechada durante o dia todo; alguns residentes locais acreditavam que era pela temporada de caça de cervos. O filho de Bernice Worden, o delegado xerife Frank Worden, entrou na loja em torno de 17h e encontrou a caixa registradora aberta e manchas de sangue no chão. Frank Worden disse aos investigadores que Ed Gein esteve na loja na noite anterior ao desaparecimento da sua mãe e que ele retornaria na manhã seguinte para um galão de anticongelante. Um recibo de vendas para um galão de anticongelante foi o último recibo escrito por Worden na manhã em que ela desapareceu. Na noite do mesmo dia, Gein foi preso em uma mercearia no oeste de Plainfield, e o Departamento de Xerife de Waushara County fez buscas na sua fazenda. Um delegado descobriu o corpo decapitado de Worden em um galpão (armazém) na propriedade de Gein, pendurada de cabeça para baixo pelas pernas com uma barra em seus tornozelos e cordas nos pulsos. O tronco estava "vestido como um cervo", ela foi baleada com um rifle calibre 22 e mutilações foram feitas após a sua morte.
Nas buscas pela casa, as autoridades encontraram:
- Ossos humanos inteiros e fragmentados.
- Uma lixeira feita de pele humana.
- Pele humana cobrindo vários assentos de cadeiras.
- Crânios na sua cabeceira de cama.
- Crânios femininos, alguns com o topo serrado.
- Tigelas feitas de crânios humanos.
- Uma cinta feita de um tronco feminino destroçado dos ombros à cintura.
- Calças feitas de pele de perna humana.
- Máscaras feitas da pele de cabeças femininas.
- Uma máscara do rosto de Mary Hogan em uma bolsa de papel.
- O crânio de Mary Hogan em uma caixa.
- A cabeça inteira de Bernice Worden em um saco de pano.
- O coração de Bernice Worden em uma "bolsa de plástico em frente a um fogão de Gein".
- Nove vulvas em uma caixa de sapatos.
- O vestido de uma menina e "a vulva de duas mulheres de aparentemente 15 anos de idade".
- Um cinto feito de mamilos humanos femininos.
- Quatro narizes.
- Um par de lábios em um cordão de cortina na janela.
- Um abajur feito da pele de uma face humana.
- Unhas de dedos de mulheres.

Esses artefatos foram fotografados no laboratório criminal do estado e, então, destruídos.
Quando questionado, Gein disse aos investigadores que, entre 1947 e 1952,ele fez pelo menos 40 visitas noturnas a três cemitérios para exumar corpos enterrados recentemente enquanto estava em um estado "confuso". Em cerca de 30 dessas visitas, ele disse que saiu da confusão enquanto estava no cemitério, deixou a sepultura em bom estado e retornou para casa de mãos vazias. Nas outras ocasiões, ele cavou as sepulturas de mulheres de meia idade recentemente enterradas que ele achou que pareciam com a sua mãe e levou os corpos para casa, onde ele usava a pele delas para fazer a sua parafernália.
Art Schley, um dos agentes policiais que interrogou Gein, agrediu-o fisicamente, esmurrando a sua cabeça e empurrando o seu rosto contra um tijolo, o que tornou o primeiro depoimento de Gein inadmissível. Schley morreu com um ataque cardíaco um mês depois de testemunhar no julgamento de Gein.Seus amigos afirmam que Schley estava traumatizado pelo horror dos crimes.

## Julgamento
Gein foi dado como mentalmente incapaz e mandado para o Central State Hospital, que mais tarde se tornou uma prisão. Ele foi transferido para Mendota State Hospital em Madison, Wisconsin. Em 1968, médicos declararam que ele estava são o suficiente para ir ao tribunal, o julgamento começou a 14 de novembro e durou uma semana. Ele foi considerado não culpado devido à insanidade. Gein passou o resto dos seus dias num hospital psiquiátrico; enquanto esteve detido, a sua casa foi incendiada e o carro que usava para transportar as vítimas foi vendido em 1958.

## Morte

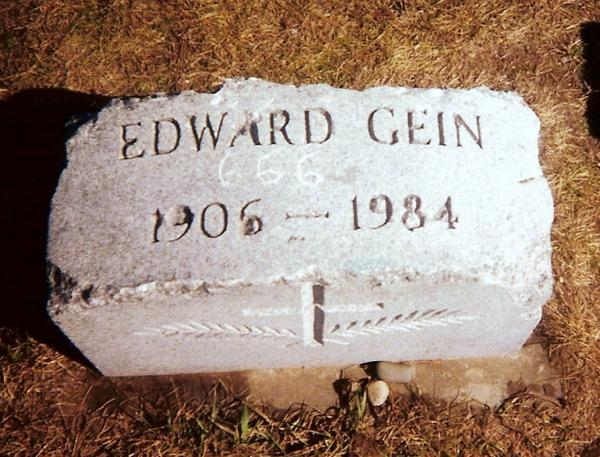
Foto da lápide vandalizada do túmulo de Ed Gein. Nela, é possível ver gravado o número 666.

Ed Gein morreu em 26 de julho de 1984, vítima de falha cardíaca e respiratória, devido a câncer, no hospital Mendota Mental Health Institute. A sua lápide foi vandalizada ao longo dos anos e algumas pessoas retiravam pedaços da lápide para recordação, até que ela foi roubada em 2000, mas foi recuperada em junho de 2001 e dada a um museu em Wautoma, Wisconsin.